# Zamach w Yakaghund
Zamach w Yakaghund miał miejsce 9 lipca 2010 w miejscowości Yakaghund, w pakistańskiej Agencji Mohamand, leżącej w Terytoriach Plemiennych Administrowanych Federalnie. W zamachu zginęły 104 osoby, a 120 odniosły obrażenia.

## Atak
Do eksplozji ładunku wybuchowego doszło o 9:30 czasu lokalnego na targowisku podczas posiedzenia starszyzny plemiennej (dżirga) w pobliżu siedziby lokalnego rządu. Siła eksplozji spowodowała powstanie krateru o głębokości 1,5 metra. Wybuch spowodował znaczne szkody na targowisku, jak również uszkodził pobliskie więzienia, z którego uciekło kilku więźniów przez zniszczony mur.
Do ataku przyznali się talibowie z Tehrik-i-Taliban Pakistan. Ekstremiści poinformowali, iż był to odwet za operacje prowadzone przez wojsko pakistańskie na terytoriach plemiennych.